# Nematobrycon palmeri
Nematobrycon palmeri és una espècie de peix de la família dels caràcids i de l'ordre dels caraciformes.

## Morfologia
- Els mascles poden assolir 4,2 cm de llargària total.[5]

## Alimentació
Menja cucs i crustacis.

## Hàbitat
Viu en zones de clima tropical entre 23 °C - 27 °C de temperatura.

## Distribució geogràfica
Es troba a Sud-amèrica: conques dels rius Atrato i San Juan.